# II. Alekszij moszkvai pátriárka
II. Alekszij (Tallinn, Észtország, 1929. február 23. – Moszkva, 2008. december 5.) Moszkva 15. pátriárkája, az orosz ortodox egyház feje volt.
Alekszej Mihajlovics Ridiger (Алексей Михайлович Ридигер) néven született Tallinnban, a von Rüdiger balti német nemesi család leszármazottjaként. Felmenői a  18. században tértek át az ortodox vallásra.

## Pályafutása
Egyházi tanulmányait 1947–1949 között a Leningrádi Teológiai Szemináriumban, majd 1953-ig a Leningrádi Teológiai Akadémián végezte.
1950. április 15-én diakónussá, majd április 17-én pappá szentelte Grigorij leningrádi metropolita, és rábízta az észtországi Jőhvi templomának vezetését. 1957. július 15-én kinevezték a tartui kerület esperesévé. 1958. augusztus 17-én szentelték püspökké.
Gyászszertartását Moszkvában a Megváltó Krisztus-székesegyházban tartották.